# Francesco Satolli
 Francesco Satolli (né le 21 juillet 1839 à Marsciano et mort le 8 janvier 1910 à Rome) est un cardinal italien de la fin du XIXe siècle et du début du XXe siècle.

## Biographie
Francesco Satolli est nommé archevêque titulaire de Naupacte (de) en 1888 et est consacré par Raffaele Monaco La Valletta avec comme co-consécrateurs Elia Bianchi et Raffaele Sirolli. Il est nommé comme premier délégué apostolique aux États-Unis en 1893. Le pape Léon XIII le crée cardinal au consistoire du 29 novembre 1895. Le cardinal Satolli est préfet de la Congrégation des études.
Le cardinal Satolli participe au conclave de 1903, à l'issue duquel saint Pie X est élu pape.

## Succession apostolique
Francesco Satolli a ordonné les évêques suivants :
- Évêque Michael John Hoban (en) (1896)
- Évêque Thomas O'Gorman (en) (1896)
- Archevêque Letterio D'Arrigo Ramondini (it) (1898)
- Évêque Domenico Riccardi (1898)
- Évêque Giuseppe Padula (1898)
- Évêque Felice de Siena (1898)
- Évêque Guglielmo Giustini (1898)
- Archevêque Pasquale Berardi (1898)
- Évêque Settimio Caracciolo di Torchiarolo (1898)
- Évêque Robert Brindle (en) (1899)
- Évêque Antonio Valbonesi (1899)
- Évêque Tommaso Cirielli (1899)
- Évêque Francesco De Pietro (it) (1899)
- Archevêque Paul Rubian (1900)
- Évêque Bernhard Döbbing (de), O.F.M. (1900)
- Archevêque Diomede Panici (de) (1900)
- Cardinal Angelo Maria Dolci (1900)
- Évêque Domenico Pugliatti (1900)
- Archevêque Augustin Marre (de), O.C.S.O. (1900)
- Cardinal William Henry O'Connell (1901)
- Archevêque Alfonso Archi (de) (1901)
- Archevêque Michael Kelly (en) (1901)
- Évêque Franz Zorn von Bulach (1901)
- Cardinal Dennis Joseph Dougherty (1903)
- Évêque Massimiliano Novelli (1903)
- Évêque Pietro Terroni (1903)
- Archevêque Jeremiah James Harty (en) (1903)
- Évêque Thomas Augustine Hendrick (en) (1903)
- Cardinal Aristide Cavallari (1903)
- Évêque Giovanni Graziani (1905)
- Évêque Nicola Jezzoni (1906)
- Évêque Giuliano Tommasuolo (de) (1906)
- Archevêque Pietro Paolo Camillo Moreschini (it), C.P. (1909)
- Archevêque Giacinto Gaggia (it) (1909)
- Évêque Domenico Lancellotti (1909)
- Archevêque Giovanni Battista Marenco (it), S.D.B. (1909)